# Шумерська мова

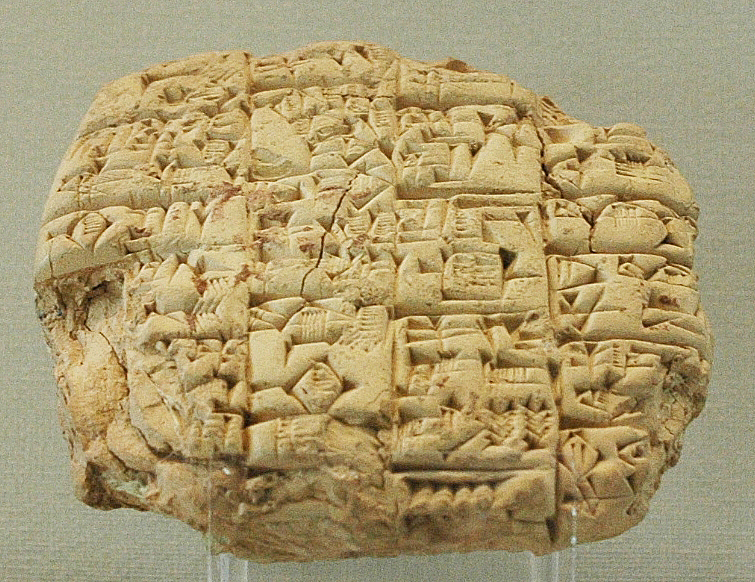
Лист від жерця Lu'enna до лагашського царя (можливо Урукагіна), що повідомляє йому про смерть його сина в бою, с. 2400 до н. е. Знайдено у Телло (древній Гірсу)

Шуме́рська мова (самоназва — 𒅴𒂠 eme-gi7(r) «рідна мова») — мова древніх шумерів, якою говорили в Південному Межиріччі в IV—III тисячоліттях до н. е. Близько 2000 р. до н. е. шумерська мова була витіснена аккадською з розмовної мови, але далі використовувалася як мова релігії, адміністрації та навчання аж до початку нашої ери. Записувалася клинописом, який шумери і винайшли. Представлена насамперед релігійним, господарським та юридичним письменством. Була відкрита і розшифрована у XIX столітті. Споріднених зв'язків з іншими мовами не встановлено.
Реконструкція фонетики ускладнюється особливостями клинописної графіки. Є аглютинативною й ергативною мовою. Дієслово має безліч приростків дієслівних способів і орієнтації в просторі, але не має категорії часу. Звичайний порядок слів — SOV (підмет — додаток — присудок).

## Про назву
Українська назва «шумерська» походить від аккад. šumeru «Шумер», lišān Šumeri(m) «шумерська мова». Самоназва мови — eme-gi7(r), що, за одним з тлумачень, означає «шляхетна мова», а за іншим — «рідна мова». Саме поняття «шумерська» впровадив у науку 1869 року німецько-французький дослідник Юліус Опперт. Оскільки серед титулів ассирійських царів часто зустрічався «цар Шумеру і Аккаду», а вже було відомо, що Аккад пов'язаний з семітами, то, на його думку, з невідомою мовою слідувало пов'язати Шумер.. Слід зазначити, що, на відміну від радянського мовознавства, в багатьох інших європейських мовах ця назва починається не на š-, а на s- (нім. sumerische, фр. sumérien, англ. Sumerian), що пов'язано з орієнтацією на заміну š на s у месопотамських назвах і власних іменах у Старому Заповіті.

## Питання класифікації
Хоча були спроби зв'язати шумерську мову з багатьма мовними сім'ями (мунда, уральською, алтайською, картвельською, полінезійською, сино-тибетською сім'ями, баскською та чукотською мовами), питання про родинні зв'язки цієї мови з будь-якою мовною сім'єю залишається відкритим. Становище ускладнює те, що прабатьківщина шумерів достеменно невідома, і через це неясно, де першою чергою слід шукати споріднені мови..

## Лінгвогеографія

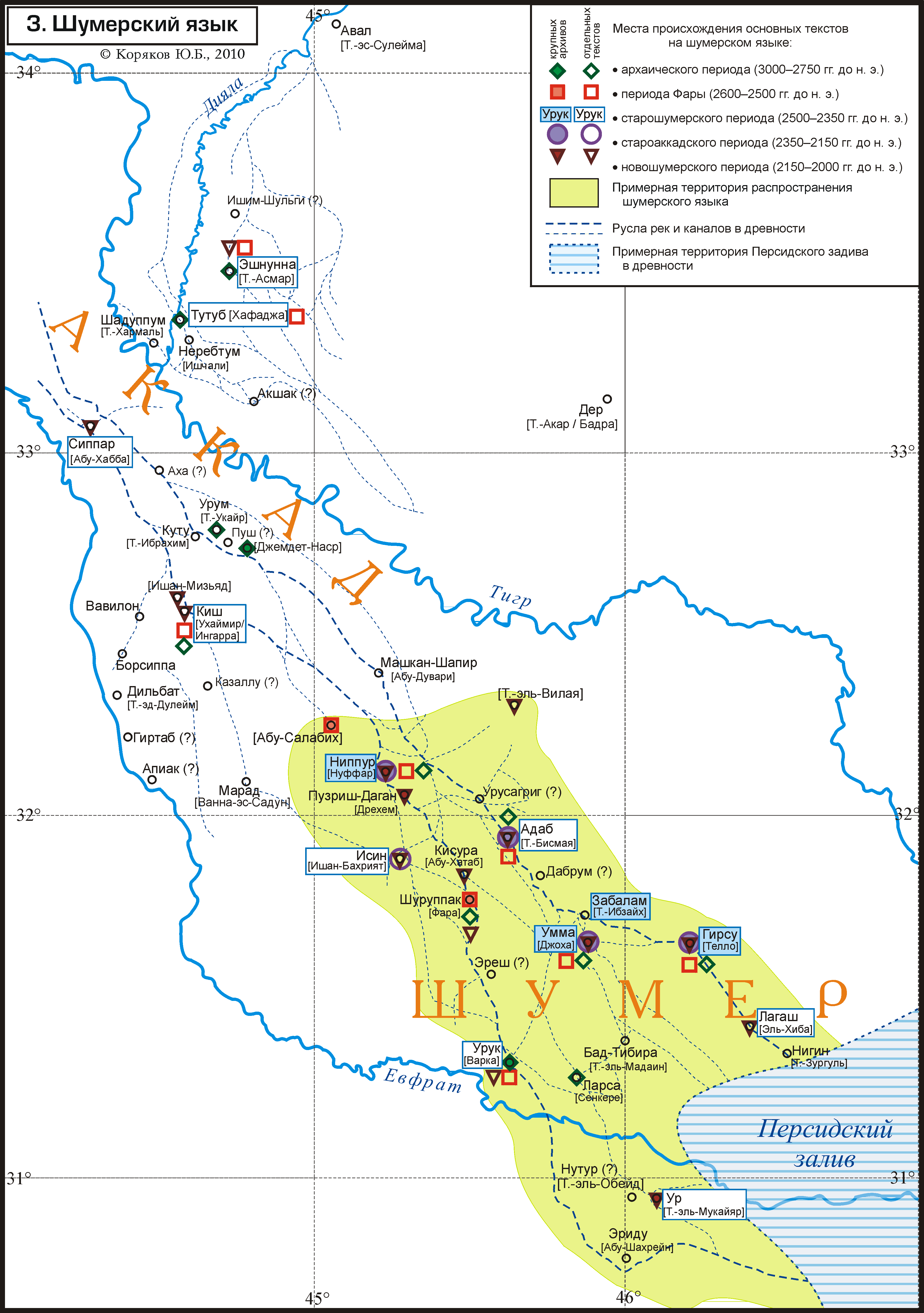
Поширення шумерської мови

### Діалекти
У пам'ятках отримали відбиток два діалекти: eme-gi7(r) (інші читання: eme-gir15, eme-ku), яким написано переважна більшість текстів, і діалект (або соціолект) eme-sal — «спотворена мова», відомий переважно за пізніми пам'ятками. Емесалем в текстах звучать мови богинь, смертних жінок і півчих gala. Від емеґіра емесаль відрізняється досить сильно у фонетичному відношенні і незначно в морфологічному і лексичному. Існує припущення, що емесаль був «жіночою мовою».

### Соціолінгвістичні відомості
Є згадки про професійні жаргони: мову моряків (eme-ma-lah4-a), мову вівчарів (eme-utula), проте писемних пам'яток на них не виявлено.

## Писемність

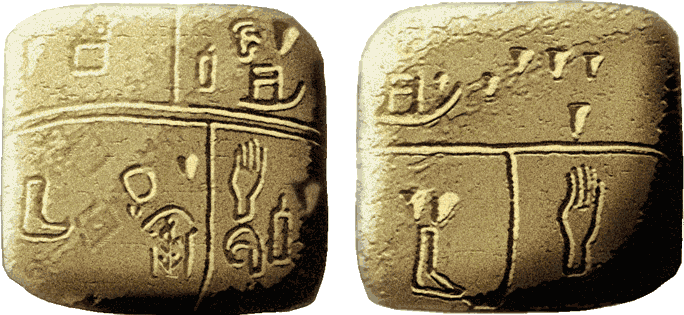
Табличка з Кіша з піктограмами (3500 р. до н. е.)

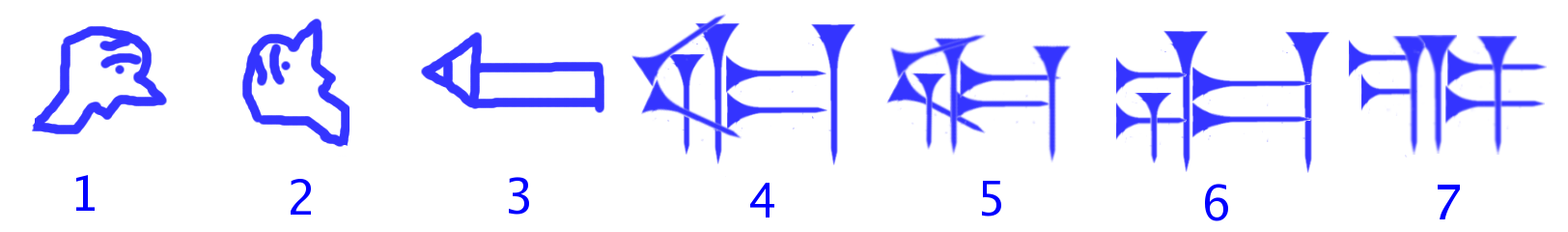
Розвиток клинопису з піктограм (на прикладі знака SAG «голова»): 1) піктограма, бл. 3000 до н. е.; 2) перевернута піктограма, бл. 2800 до н. е.; 3) ідеограма, висічена на камені або металі, бл. 2500—2350 до н. е.; 4) клинописний знак, витискуваний на глині, бл. 2500—2350 до н. е.; 5) кінець III тисячоліття до н. е.; 6) II тисячоліття до н. е.; 7) I тисячоліття до н. е.

Писемність у Шумері склалася IV тисячоліття до н. е. Спочатку у вигляді записів господарського обліку (середина тисячоліття), і до кінця тисячоліття на табличках були присутні не тільки господарські тексти.
Шумери користувалися клинописом, який розвинувся через піктографії. Клинописні знаки діляться на кілька категорій:
- логограми, які виражали тільки значення кореня;
- силабограми, що позначали тільки звучання склада;
- цифри;
- детермінативи, невимовні знаки, що служили для віднесення слова до якого-небудь лексико-семантичного поля.

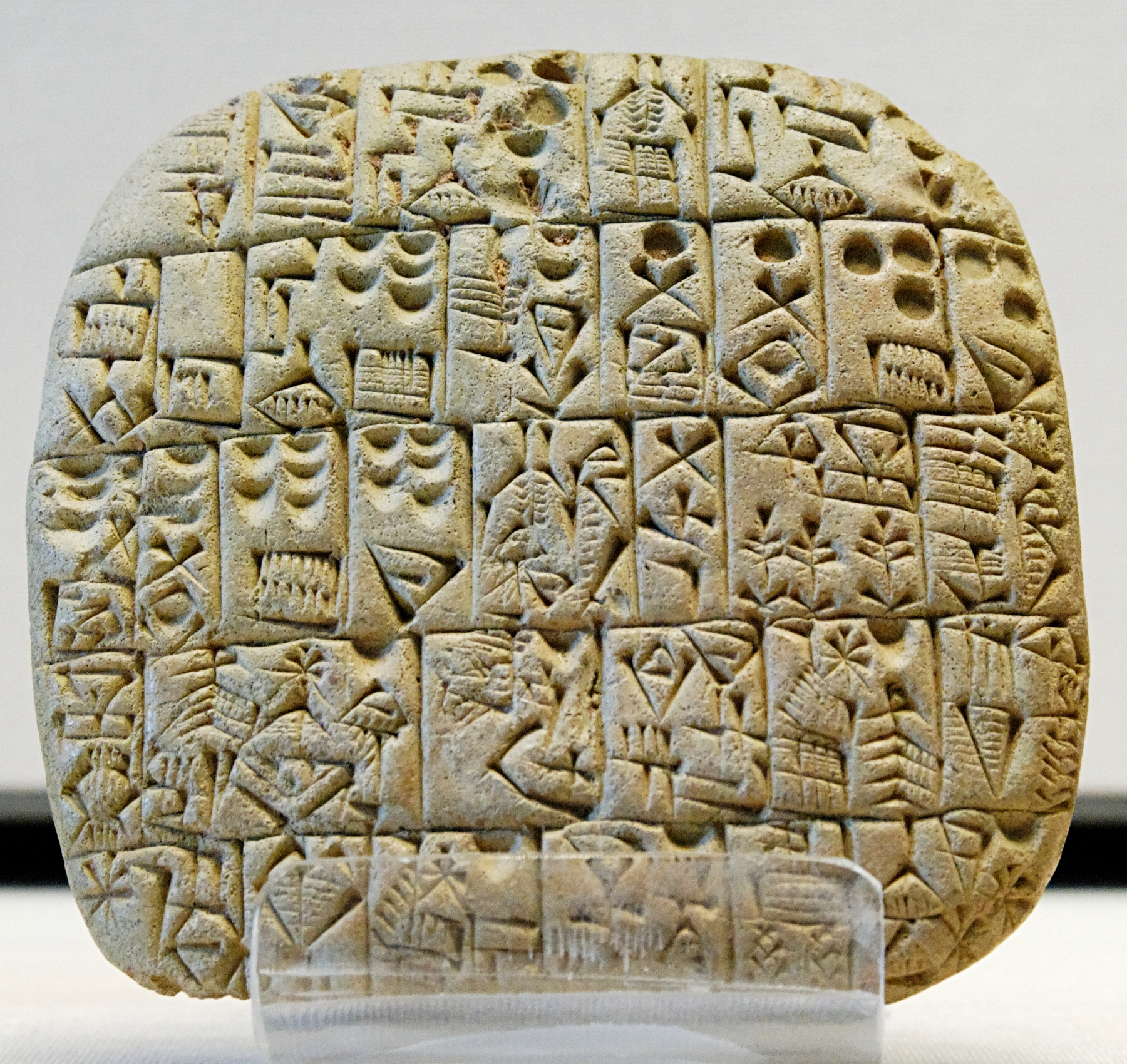
Піктографічна табличка, яка містить договір про продаж будинку і поля (близько 2600 р. до н. е.)

Існують наступні правила транслітерації шумерських текстів латинським алфавітом:
- Кожен знак транслітерується малими латинськими буквами, відділяючись від транслітерації іншого знака в межах того ж слова дефісом.
- Якщо правильний вибір того чи іншого читання знака в цьому контексті зробити не можна, то знак транслітерується великими латинськими літерами в його найзвичайнішому читанні.
- Для розрізнення клинописних омофонів використовуються діакритичні знаки. Порядок позначення наступний: найчастотніший знак транслітерується без додаткових позначень (na «гиря»), другий за частотою знак маркується акутом (ná «лежати»), третій — гравісом (nà «називати»), до решти додаються цифрові покажчики у відповідності з частотністю (na4 «камінь»).
- Детермінативи пишуться над рядком.

## Історія мови
Носії шумерської мови прийшли до земель Межиріччя, ймовірно, з півдня Індії. Час переселення залишається предметом обговорень.
Виокремлюється шість основних періодів в історії шумерської мови за ознаками писемності, мови і правопису писемних пам'яток:
1. Архаїчний (3000–2750 рр. до н. е.) — стадія піктографії, коли граматичні морфеми ще графічно не виражено. Тексти з археологічного шару Урук IVa. Порядок письмових знаків не завжди відповідає порядку читання. Господарські, юридичні, шкільні тексти.
2. Старошумерський (2750—2315 рр. до н. е.) — перша стадія клинописного письма, коли ряд найважливіших граматичних морфем уже передається на письмі. Представлено текстами різної тематики, як історичними (Лагаш, Урук тощо), так і релігійно-літературними (Абу-Салабіх, Фара та Ебла). Мова цієї доби вважається «класичною шумерською».
3. Перехідний (2315—2000 рр. до н. е.). З'являється велика кількість аккадських і двомовних написів.
4. Новошумерський (2136—2000 рр. до н. е.), коли майже всі граматичні морфеми виражено графічно. Представлено релігійно-літературними і діловими текстами Гудеа, правителя II династії Лагаша (2136—2104 рр. до н. е.). Численні тексти ділового та юридичного характеру дійшли від III династії Ура (2100—1996 рр. до н. е.), зокрема закони Шульги, листування царів і чиновників. Дійшла велику кількість текстів, але є всі підстави вважати, що для їхніх переписувачів шумерська була вже не рідною, а вивченою в школі мовою.
5. Пізньошумерський, або старовавилонський шумерський (2017—1749 рр. до н. е.), Коли всі граматичні морфеми виражені графічно. Представлено релігійно-літературними і магічними текстами переважно Ніппурської школи, шумеро-аккадськими словниками, лексичними, граматичними і термінологічними довідниками, законами Ліпіт-Іштара, царя Ісіна. Двомовні царські написи дійшли від I династії Вавилона (1894—1749 рр. до н. е.). У лексиці і граматиці відчувається вплив аккадської мови.
6. Післяшумерський (1749 р. до н. е. — I ст. до н. е.). Представлено релігійно-літературними, літургійними і магічними текстами (копії пізньошумерської доби), в тому числі і на діалекті eme-sal, шумерськими реченнями і глосами в аккадських текстах.

### Зв'язки з іншими мовами
Були численні спроби встановити зв'язки шумерської з іншими мовами або мовними сім'ями. Поки жодне з припущень не визнано загальноприйнятим світовою спільнотою мовознавців. Таким чином, наразі шумерська мова, як і раніше, вважається ізольованою мовою, тобто відокремленою. Якщо в доісторичні часи існували мови, споріднені з шумерською, то їх досі не було розпізнано в письмовому вигляді, а отже, порівняння неможливе.

## Лінгвістична характеристика

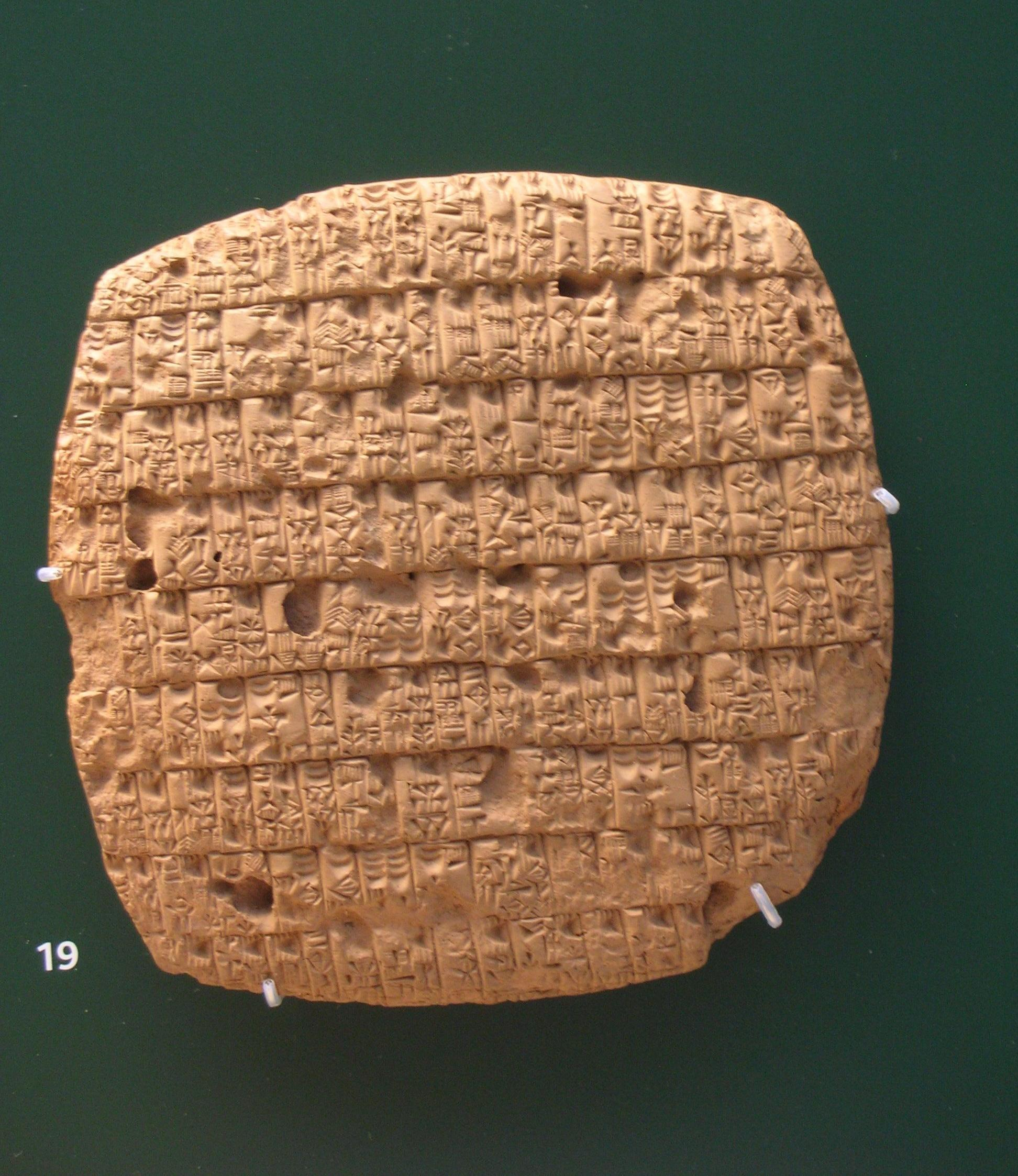
Табличка з розмірами ячмінних раціонів (2350 р. до н. е.)

Шумерська мова — аглютинативна. На синтаксичному рівні мова класифікується як ергативна.

### Фонетика і фонологія

#### Голосні
Оскільки про вимову шумерських слів відомо тільки в аккадській передачі, кількість і якість голосних шумерської мови є предметом обговорень. Клинопис розрізняє чотири голосних:
|        | Передні | Середні/Задні |
| ------ | ------- | ------------- |
| Високі | i       | u             |
| Низькі | e       | a             |

Існують припущення про наявність у шумерській фонеми /o/, протиставлення за довготою або навіть наявності восьми фонем (/a/, /u/, /e/, /o/, /ü/, /ä/, /ə/ або /ɨ/).

#### Приголосні

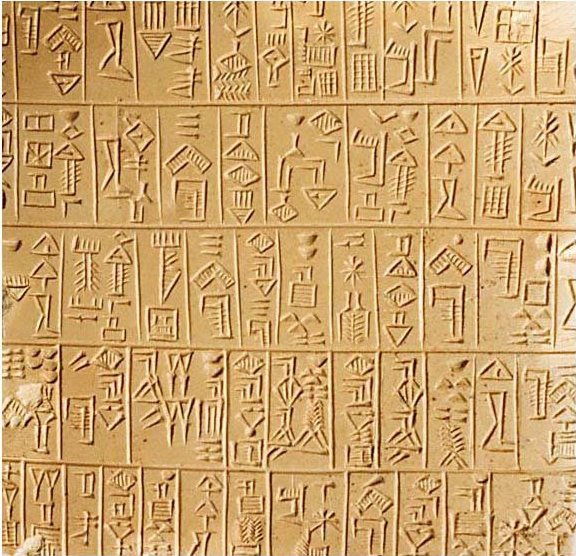
Табличка з шумерським клинописом (XXVI століття до н. е.)

Приголосні шумерської мови, згідно з Б. Ягерсме (в квадратних дужках взято вимову):
| За способом утворення | За способом утворення | За місцем утворення | За місцем утворення | За місцем утворення | За місцем утворення | За місцем утворення | За місцем утворення |
| За способом утворення | За способом утворення | Губно-губні         | Губно-зубні         | Зубні               | Середньопіднебінні  | Задньоязикові       | Гортанні            |
| --------------------- | --------------------- | ------------------- | ------------------- | ------------------- | ------------------- | ------------------- | ------------------- |
| Шумні                 | Проривні              | b [p] p [pʰ]        |                     | d [t] t [tʰ]        |                     | g [k] k [kʰ]        | - [ʔ]               |
| Шумні                 | Африкати              |                     |                     | z [t͡s] r̂ [t͡sʰ]      |                     |                     |                     |
| Шумні                 | Щілинні               |                     |                     | s [s]               | š [ʃ]               | ḫ [x]               | - [h]               |
| Сонанти               | Носові                | m [m]               |                     | n [n]               | ĝ [ŋ]               |                     |                     |
| Сонанти               | Бічні                 |                     |                     | l [l]               |                     |                     |                     |
| Сонанти               | Дрижачі               |                     |                     | r [r]               |                     |                     |                     |
| Сонанти               | Апроксиманти          |                     |                     |                     | - [j]               |                     |                     |

Хоча за звичаєм у транслітерації використовуються дзвінкі (b, d, g) і глухі (p, t, k) зімкнені, вочевидь, протиставлення за дзвінкістю–глухістю в шумерській мові не було. Це підтверджується невикористанням шумерських знаків для складів з «глухими» приголосними у староаккадських текстах і шумерськими запозиченнями в аккадській: bala > palûm «строк правління», engar > ikkarum «землероб». За припущенням І. Ґельба, шумерські вибухові протиставлялися за наявністю або відсутністю придиху.
Існує припущення, що шумерська /r/ не була зубною, а увулярною.

#### Просодії
Велика кількість удаваних омонімів у шумерській змусило дослідників висунути припущення про існування в цій мові тонів. Однак це припущення не підкріплено жодними доказами й у сучасній науці не зустрічає підтримки.

#### Морфонологія
На стику морфем відбувалася контракція голосних: голосні e та i в кінці словоформи уподібнювалися голосному попередньої морфеми (що зазвичай не отримувало відображення на письмі до новошумерської доби), і потім два голосних стягувалися в один довгий. Голосний a може уподібнюватися голосному попередньої морфеми, витісняти його або залишатися незмінним залежно від морфологічних умов.
У стародавніх південношумерських текстах мало місце явище, що отримало назву «старошумерська гармонія голосних»: голосний приростка i змінюється на e, якщо наступний склад містить a або e.

### Морфологія
У шумерській мові виділяють наступні частини мови: іменник, займенник, числівник, дієслово, прислівник, частка, сполучник, вигук.

#### Іменник
Іменники ділилися на два класи: живий і неживий. Окрім того, іменники мали категорії числа, відмінку і присвійності.
Клас мав значення за таких випадках:
- при виборі присвійного суфікса;
- при виборі особистого показника в дієслівній формі;
- при виборі відмінкового показника.

Відмінків у шумерській мові було десять: абсолютний (абсолют), дієвий (ергатив), місцево-напрямний (директив), давальний, місцевий (локатив), сумісний (комітатив), відкладний (аблатив), напрямний (термінатив), родовий, порівняльний (екватив).
Відмінювання іменників на прикладі слів lugal «цар» і kur «гора»:
| Відмінок   | Живий клас | Неживий клас |
| ---------- | ---------- | ------------ |
| Абсолютив  | lugal      | kur          |
| Ергатив    | lugalle    |              |
| Директив   | lugalle    | kurre        |
| Датив      | lugalra    |              |
| Локатив    | lugalla    | kurra        |
| Комітатив  | lugalda    | kurda        |
| Аблатив    |            | kurta        |
| Термінатив | lugalšè    | kuršè        |
| Генитив    | lugalla(k) | kurla(k)     |
| Екватив    | lugalgin7  | kurgin7      |

Основа слова в однині збігалася з коренем. Існувало кілька різних типів множини:
|              | колективна   | визначена                  | інклюзивна                        | інклюзивно-визначена                           | розподільча                                      | сортова                      |
| ------------ | ------------ | -------------------------- | --------------------------------- | ---------------------------------------------- | ------------------------------------------------ | ---------------------------- |
| Живий клас   | lú «люди»    | lú-(e-)ne «визначені люди» | lú-lú «всі люди у сукупності»     | lú-lú-(e-)ne «всі визначені люди у сукупності» | lú-dili-dili, lú-didli «люди, кожна окремо»      |                              |
| Неживий клас | udu «барани» |                            | udu-udu «усі барани у скупуності» |                                                | udu-dili-dili, udu-didli «барани, кожний окремо» | udu-há «барани різного роду» |

Належність комусь виражалася наступними присвійні приростками:
|                   | Однина  | Множина   |
| ----------------- | ------- | --------- |
| 1-ша особа        | -ĝu10   | -me       |
| 2-га особа        | -zu     | -zu-ne-ne |
| 3-тя особа жива   | -(a)-ni | -a-ne-ne  |
| 3-тя особа нежива | -bi     | -a-ne-ne  |

#### Числівники
Шумери користувалися шістдесятковою системою числення, що залишило слід у сучасному розподілі часу на шістдесят хвилин. Оскільки числівники зазвичай записувалися цифрами, відновити їхнє читання було досить непросто, це стало можливо завдяки табличці з Ебли і деяким пізньошумерським текстам.
Кількісні числівники:
|      | Читання             | Етимологія                    |
| ---- | ------------------- | ----------------------------- |
| 1    | diš, dili, deli, aš |                               |
| 2    | min                 |                               |
| 3    | eš5                 |                               |
| 4    | lim, limmu          |                               |
| 5    | i, iá, ía           |                               |
| 6    | àš                  | « п'ять [+] один»             |
| 7    | imin, umun5         | «п'ять [+] два»               |
| 8    | ussu                | « п'ять [+] три»              |
| 9    | ilim, ilimmu        | « п'ять [+] чотири»           |
| 10   | u                   |                               |
| 20   | niš                 |                               |
| 30   | ùšu                 | « двадцять [+] десять»        |
| 40   | nimin               | « двадцять [×] два»           |
| 50   | ninnu               | «двадцять [×] два [+] десять» |
| 60   | ĝíš(d)              |                               |
| 3600 | šár                 |                               |

Порядкові числівники утворювалися від кількісних за допомогою показника родового відмінка -ak і дієслівного злучення -am (min-ak-am > min-kam «другий») або ж показника -ak, дієслівного злучення і ще раз показника родового відмінка(min-ak-am-ak-a > min-kam-mak-a).

#### Займенник
Займенники ділять на наступні розряди:
- особисті;
- присвійні;
- вказівні;
- питальні.

Особисті займенники:
|                 | Однина             | Множина          |
| --------------- | ------------------ | ---------------- |
| 1-ша особа      | ĝá-e, ĝe26, ĝe24-e | me-en-dè-en      |
| 2-га особа      | za-e, za, zé       | me-en-zé-en      |
| 3-тя особа жива | e-ne, a-ne         | e-ne-ne, a-ne-ne |

Присвійні займенники утворювалися від особистих за допомогою показника родового відмінка, сполученого з дієслівним злученням: ĝá(-a)-kam «це моє», za(-a)-kam «це твоє».
Відомі два вказівних займенники (обидва належать до неживого класу): ur5 и ne-e(n).
Питальних займенників було два: a-ba «хто» (живий клас) і a-na «що» (неживий клас).

#### Дієслово
Дієслово мав категорії особи, числа, класу, виду, способу і орієнтації.
Шумерське дієслово мав два види — досконалий і недосконалий (у шумерології прижилися позначення, що використовувалися в аккадських посібниках, — ḫamṭu «швидкий» і marû «повільний»). Немаркованими був досконалий вид. Основа доконаного виду утворювалася за допомогою одного з трьох способів: суфікса -e-, редуплікації, суплетивізму.
Виділяються 12 способів:
- дійсний (без показника)
- підтвердження (проросток he-);
- підтвердний/підкреслювальний (проросток na-);
- спосіб з точно невідомим значенням (проросток ša-);
- побажання, прохання (проросток he-);
- спонукання, допущення, побажання (проросток u-);
- негативний (проросток nu-);
- прогибітив (заборонний спосіб, показник — префікс na-);
- рішучо негативного затвердження або заборони (префікс bara-);
- фрустратив (нахил гіпотетичного бажання, показник — префікс nuš-). Зустрічається тільки за пізньошумерської доби;
- спосіб з точно невідомим значенням (префікс iri-);
- наказовий (корінь у чистому вигляді).

Наступні дієслівні префікси висловлювали орієнтацію в просторі:
- i- — нейтральне ставлення до дії і непрямого додатка;
- mu- — спрямованість дії на мовця;
- ba- — спрямованість дії на непрямий додаток неживого класу + спрямованість дії від мовця;
- bi- — спрямованість дії на непрямий додаток неживого класу + спрямованість дії від мовця;
- ima- — спрямованість дії на непрямий додаток неживого класу + спрямованість дії до мовця;
- imi- — спрямованість дії на непрямий додаток неживого класу + спрямованість дії до мовця;
- al- — значення невідомо.

Префікси і суфікси в дієслівній формі могли бути тільки належно упорядковані:
| Положення | Морфема                                           |
| --------- | ------------------------------------------------- |
| 1         | префікси способів                                 |
| 2         | префікси орієнтації                               |
| 3         | префікс давального відмінка                       |
| 4         | префікс сумісного відмінка                        |
| 5         | префікс напрямного або відкладного відмінка       |
| 6         | префікс місцевого або місцево-напрямного відмінка |
| 7         | префікс агенса або пацієнса                       |
| 8         | корінь                                            |
| 9         | суфікс недосконалого виду                         |
| 10        | суфікс -ed-                                       |
| 11        | суфікс підмета, агенса або пацієнса               |

Відмінювання дієслова доконаного виду «схопити»:
|                   | Однина              | Множина             |
| ----------------- | ------------------- | ------------------- |
| 1-ша особа        | ba-dab5             | ba-dab5-bé-en-dè-en |
| 2-га особа        | ba-dab5 (ba-e-dab5) | ba-dab5-zé-en-dè-en |
| 3-тя особа жива   | ba-an-dab5          | ba-dab5-bé-eš       |
| 3-тя особа нежива | ba-ab-dab5          | ba-dab5-bé-eš       |

Відмінювання дієслова недосконалого виду «хапати»:
|                   | Однина           | Множина                |
| ----------------- | ---------------- | ---------------------- |
| 1-ша особа        | ba-ab-dab5-bé-en | ba-ab-dab5-bé-en-dè-en |
| 2-га особа        | ba-ab-dab5-bé-en | ba-ab-dab5-bé-en-zé-en |
| 3-тя особа жива   | ba-ab-dab5-bé    | ba-ab-dab5-bé-ne       |
| 3-тя особа нежива | ba-ab-dab5       | ba-ab-dab5-bé-ne       |

#### Прислівник
Прислівники утворювалися за допомогою -bi, -eš(e) або поєднання обох показників.

#### Сполучник
Власних сурядних сполучників у шумерській мові не було, проте досить рано з аккадської було позичено сполучник ù «і/та».
Підрядних сполучників було кілька:
- tukumbi «якщо» — після цього союзу зазвичай вживалися дієслова ḫamṭu;
- ud-da «якщо, коли» — місцевий відмінок від слова ud «день»;
- en-na «перш ніж»;
- iginzu «нібито».

#### Частка
Частки шумерської мови:
- eše — модальна частка;
- ĝišen / ĝešen — модальна частка;
- nanna «без»;
- -ri — частка, що з'являється при іменних дієслівних формах.

#### Вигук
Відомо про такі шумерські вигуки:
- a «овва/та ба»
- a-la-la — трудовий поклик;
- a-lu-lu «овва/та ба»;
- a-li-li — значення невідомо;
- a-ù-a — вираз скорботи;
- ga-na «давай»;
- hé-àm «нехай буде, так»;
- me-le-e-a / me-li-e-a «овва/та ба»;
- mí — вираз ніжності;
- u6 «ах»;
- ua «овва/та ба».

### Синтаксис
Звичайний порядок слів у шумерській — SOV (підмет — додаток — присудок). Визначення зазвичай ставилися після обумовленого слова, а кількісні числівники після обчислюваного додатка.

### Лексика
Точну кількість відомої шумерської лексики назвати складно. Пенсільванський словник шумерської мови містить близько п'яти з половиною тисяч слів.
Відомі численні запозичення з аккадської мови (за пізніх часів їхня кількість збільшилася). Існує гіпотеза про запозичення із субстратних «бананових мов». Пошук запозичень з інших мов ускладнює невизначеність генетичних зв'язків шумерської мови.

## Історія вивчення

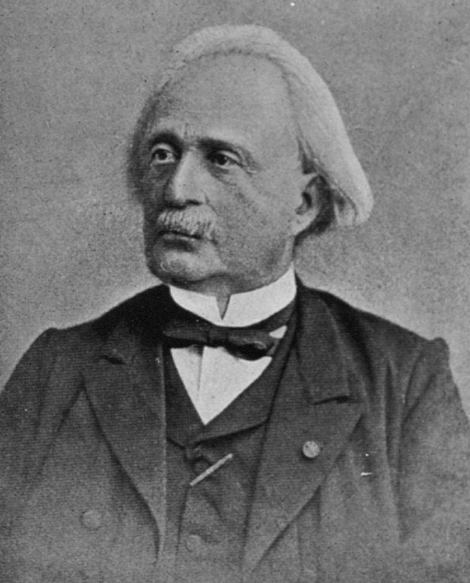
Ю. Оперт — творець визначення «шумерська мова»

Про існування шумерської мови вчені вперше стали підозрювати в середині XIX століття під час розшифрування аккадської мови: не в повному обсязі тексти і знаки піддавалися розшифровці. Про існування шумерської як, власне, і самих шумерів тоді і не підозрювали. Але вчені, що вивчали клинопис, помітили ряд ознак, які свідчили, що ця писемність створювалася не для семітської мови — так відомі назви ієрогліфів не відповідали семітським назвам цих предметів. Окрім того, серед знахідок зустрічалися двомовні шумеро-аккадські словники, завдяки яким і стало можливе дешифрування шумерської.
17 січня 1869 року у Парижі один з розшифрувальників клинопису Юліус Оперт виступив з доповіддю, в якій висловився за те, що відомості вказують на існування у давньому Межиріччі невідомої досі мови, для якої і було власне винайдено клинопис. Спершу цю мову стали називати аккадською (саму аккадську тоді називали ассиро-вавилонською), але після того як з'ясувалося, що lišān Akkadî — самоназва мови ассирійців і вавилонян, назви були змінені на сучасні.
Першу граматику шумерської мови (автор тоді ще називав її аккадською) було написано 1873 року Ф. Ленорманом. Першу по-справжньому наукову граматику було створено 1923 року А. Пебель.
З того часу були видано граматики авторства А. Фалькенштейна (1949—1950), М.-Л. Томсена (1984), П. Аттінґера (1993), Д. Едцарда (2003), В. Ремер (1999). Російською мовою нарис граматики шумерської мови було написано І. М. Дьяконовим, а 1996 року було видано граматику І. Т. Канєви.
Досі не існує повного словника шумерської мови.

## Приклади тексту
Напис на цеглі з храму Інанни:
| Транслітерація                                                                                     | Переклад                                                                                       |
| -------------------------------------------------------------------------------------------------- | ---------------------------------------------------------------------------------------------- |
| dInanna nin-a-ni Ur-dNammu nitaḫ-kalg-ga lugal-Urim5ki-ma lugal-Ki-en-gi-Ki-ur-ke4 é-a-ni mu-na-dù | Інанні, його господині Ур-Намму, могутня людина, цар Ура, цар Шумера й Аккада храм її спорудив |

### Напис Ентемени з Лагаша
Цей текст було написано на маленькому глиняному конусі середини 2400 р. до н. е. У ньому розповідається про початок війни між містами-державами Лагаш і Умма за ранніх часів III династії, один з найперших зареєстрованих прикордонних конфліктів в історії. (RIME 1.09.05.01)
| I.1–7 | 𒀭𒂗𒆤 𒈗 𒆳𒆳𒊏 𒀊𒁀 𒀭𒀭𒌷𒉈𒆤 𒅗 𒄀𒈾𒉌𒋫 𒀭𒊩𒌆𒄈𒋢 𒀭𒇋𒁉 𒆠 𒂊𒉈𒋩                                                                      |
|       | den-lil2 lugal kur-kur-ra ab-ba dig̃ir-dig̃ir-re2-ne-ke4 inim gi-na-ni-ta dnin-g̃ir2-su dšara2-bi ki e-ne-sur     |
|       | «Енліль, король усіх земель, батько всіх богів, своїм рішучим наказом встановив границю між Нінгірсу та Шара.» |
| 8–12  | 𒈨𒁲 𒈗𒆧𒆠𒆤 𒅗 𒀭𒅗𒁲𒈾𒋫 𒂠 𒃷 𒁉𒊏 𒆠𒁀 𒈾 𒉈𒆕                                                                                 |
|       | me-silim lugal kiški-ke4 inim dištaran-na-ta eš2 gana2 be2-ra ki-ba na bi2-ru2                                 |
|       | «Месалім, цар Кішу, під керівництвом Іштарана виміряв поле і встановив там стелу.»                             |
| 13–17 | 𒍑 𒉺𒋼𒋛 𒄑𒆵𒆠𒆤 𒉆 𒅗𒈠 𒋛𒀀𒋛𒀀𒂠 𒂊𒀝                                                                                       |
|       | uš ensi2 ummaki-ke4 nam inim-ma diri-diri-še3 e-ak                                                             |
|       | «Уш, правитель Умми, діяв несказанно.»                                                                         |
| 18–21 | 𒈾𒆕𒀀𒁉 𒉌𒉻 𒂔 𒉢𒁓𒆷𒆠𒂠 𒉌𒁺                                                                                             |
|       | na-ru2-a-bi i3-pad edin lagaški-še3 i3-g̃en                                                                     |
|       | «Він вирвав цю стелу і пішов до рівнини Лагаш.»                                                                |
| 22–27 | 𒀭𒊩𒌆𒄈𒋢 𒌨𒊕 𒀭𒂗𒆤𒇲𒆤 𒅗 𒋛𒁲𒉌𒋫 𒄑𒆵𒆠𒁕 𒁮𒄩𒊏 𒂊𒁕𒀝                                                                             |
|       | dnin-g̃ir2-su ur-sag den-lil2-la2-ke4 inim si-sa2-ni-ta ummaki-da dam-ḫa-ra e-da-ak                             |
|       | «Нінґіршу, воїн Енліля, за його справедливим наказом, воював з Уммой.»                                         |
| 28–31 | 𒅗 𒀭𒂗𒆤𒇲𒋫 𒊓 𒌋 𒃲 𒉈𒌋 𒅖𒇯𒋺𒁉 𒂔𒈾𒆠 𒁀𒉌𒍑𒍑                                                                                 |
|       | inim den-lil2-la2-ta sa šu4 gal bi2-šu4 SAḪAR.DU6.TAKA4-bi eden-na ki ba-ni-us2-us2                            |
|       | «За наказом Енліля він накинув на нього свою величезну бойову мережу і нагромадив на ній могильні кургани.»    |
| 32–38 | 𒂍𒀭𒈾𒁺 𒉺𒋼𒋛 𒉢𒁓𒆷𒆠 𒉺𒄑𒉋𒂵 𒂗𒋼𒈨𒈾 𒉺𒋼𒋛 𒉢𒁓𒆷𒆠𒅗𒆤                                                                             |
|       | e2-an-na-tum2 ensi2 lagaški pa-bil3-ga en-mete-na ensi2 lagaški-ka-ke4                                         |
|       | «Еанатум, правитель Лагаша, дядько Ентемени, правителя Лагаша»                                                 |
| 39–42 | 𒂗𒀉𒆗𒇷 𒉺𒋼𒋛 𒄑𒆵𒆠𒁕 𒆠 𒂊𒁕𒋩                                                                                            |
|       | en-a2-kal-le ensi2 ummaki-da ki e-da-sur                                                                       |
|       | «встановив границю з Енакале, правителем Умми.»                                                                |